# غاوتشو (ريو غراندي دو سول)

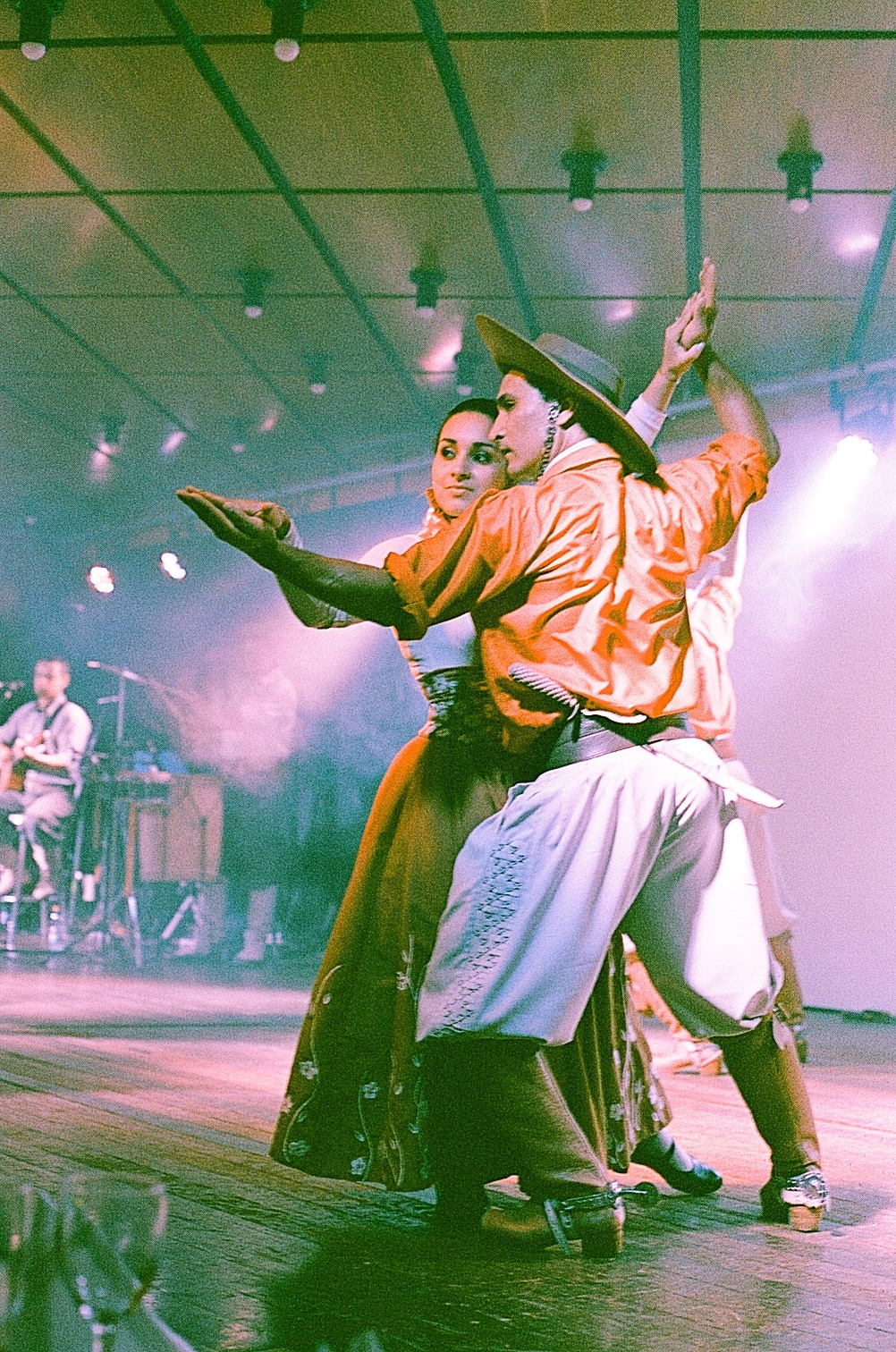

غاوتشو هو الاسم العرقي الذي يُوصف به سكان ولاية ريو غراندي دو سول، واحدة من الولايات السبع والعشرين الفدرالية البرازيلية التي تقع في جنوب البرازيل. إضافة إلى مُسمى غاوتشو، يُستخدم أيضًا لفظ ريوجرانديسي للإشارة إلى سكان تلك الولاية أيضًا. وقد تم إدخالها في البرتغالية من الإسبانية عقب إضافة التلدة على حرف الـ u.